# NGC 1800
NGC 1800 (również PGC 16745) – galaktyka nieregularna (IBm) znajdująca się w gwiazdozbiorze Gołębia. Odkrył ją John Herschel 19 listopada 1835 roku.